# Platacanthomys lasiurus
Il ghiro spinoso di Malabar (Platacanthomys lasiurus Blyth, 1859) è un roditore della famiglia dei Platacantomidi, unica specie vivente del genere Platacanthomys (Blyth, 1859), diffuso nell'India sud-occidentale

## Descrizione

### Dimensioni
Roditore di piccole dimensioni, con la lunghezza della testa e del corpo tra 118 e 138 mm, la lunghezza della coda tra 76 e 104 mm, la lunghezza del piede tra 20 e 26 mm, la lunghezza delle orecchie tra 21 e 24 mm.

### Caratteristiche craniche e dentarie
Il cranio presenta ossa frontali e scatola cranica ampie. Le creste sopra-orbitali sono ben sviluppate. I piatti zigomatici sono molto stretti ma piegati notevolmente in avanti. Il palato è largo. I fori palatali sono grandi e disposti molto indietro tra le radici dentarie. La bolla timpanica è piccola.
Sono caratterizzati dalla seguente formula dentaria:

### Aspetto
La pelliccia è cosparsa dorsalmente di peli spinosi piatti con i margini spessi. Le parti superiori sono bruno-rossastre, con la base dei peli bianca. Le parti ventrali e le zampe anteriori sono bianche. I piedi sono marroni con le dita bianche. La linea di demarcazione lungo i fianchi è netta. Le orecchie sono grandi, appuntite e con il margine leggermente concavo sotto la punta. Le vibrisse sono numerose e alcune lunghe più del doppio della testa. Il pollice e l'alluce sono corti e muniti di una piccola unghia. Sono presenti 5 cuscinetti sul palmo delle mani e 7-8 sulla pianta dei piedi. Gli artigli sono nascosti dai peli. La coda è lunga circa come la testa e il corpo, è uniformemente dello stesso colore del dorso tranne la punta che in alcuni individui è bianca ed è densamente ricoperta di peli ruvidi che diventano più lunghi verso l'estremità. Le femmine hanno un paio di mammelle pettorali e un paio inguinali.

## Biologia

### Comportamento
È una specie arboricola. Si rifugia nelle cavità di grandi alberi o nelle fenditure rocciose.

### Alimentazione
Si nutre di frutti del pepe nero, anacardio, cardamomo e jackfruit. Talvolta è stato osservato mentre beve succo di palma fermentato.

## Distribuzione e habitat
Questa specie è diffusa nei Ghati Occidentali, negli stati indiani del Karnataka, Tamil Nadu e Kerala.
Vive nelle foreste umide decidue, nelle foreste di semi-sempreverdi, sempreverdi, di shola e fluviali tra i 600 e 2.000 metri di altitudine.

## Conservazione
La IUCN Red List, considerato l'areale limitato, seriamente frammentato e il declino continuo dell'estensione e della qualità del proprio habitat, classifica P.lasiurus come specie vulnerabile (VU).

## Evoluzione
P.dianensis è una specie risalente al tardo Miocene conosciuta soltanto da resti fossili di molari ritrovati nella provincia cinese dello Yunnan, probabilmente progenitrice di P.lasiurus.